# دينيس هوي
دينيس هوي (بالإنجليزية: Dennis Hoey)‏ هو كاتب مسرحي وممثل بريطاني (وحمل سابقاً جنسية المملكة المتحدة لبريطانيا العظمى وأيرلندا)، ولد في 30 مارس 1893 بلندن في المملكة المتحدة، وتوفي في 25 يوليو 1960 في الولايات المتحدة بسبب مرض.

## أعمال

### أفلام
- (1934) اليهودي سوس
- (1941) كم كان واديي مخضرا
- (1943) المرأة العنكبوت
- (1943) شرلوك هولمز يواجه الموت
- (1943) هولمز والسلاح السري
- (1944) لؤلؤة الموت
- (1944) ناشونال فيلفيت
- (1945) بيت الخوف
- (1946) أنا وملك سيام
- (1946) الإرهاب ليلا
- (1948) جان دارك

## وصلات خارجية
- دينيس هوي على موقع IMDb (الإنجليزية)
- دينيس هوي على موقع ألو سيني (الفرنسية)
- دينيس هوي على موقع أول موفي (الإنجليزية)
- دينيس هوي على موقع قاعدة بيانات برودواي على الإنترنت (الإنجليزية)
- دينيس هوي على موقع قاعدة بيانات الأفلام السويدية (السويدية)
- دينيس هوي على موقع إن إن دي بي (الإنجليزية)
- دينيس هوي على موقع ديسكوغز (الإنجليزية)
- دينيس هوي على موقع قاعدة بيانات الفيلم (الإنجليزية)
- دينيس هوي على موقع كينوبويسك (الروسية)